# Ceratina chrysocephala
Ceratina chrysocephala là một loài Hymenoptera trong họ Apidae. Loài này được Cockerell mô tả khoa học năm 1912.